# Glottonymie
La  glottonymie ou glossonymie est la discipline qui étudie les noms de langue ou glottonymes / glossonymes.

## Étymologie
Le mot glotto- ou glossonymie, littér. « nom de langue », est composé à partir de deux éléments d'origine grecque : 
1. glotto- < γλῶττα glôtta (forme du dialecte attique) ou glosso- < γλῶσσα glôssa (forme de la koinè) « langue », et
2. -onyme < ὄνυμα ónuma, variante de ὄνομα « nom ».

## Exemples et cas particuliers

### Exemples
Le plus souvent, le glottonyme est identique au gentilé (à part la majuscule) :
- les Français parlent le français ;
- les Turcs parlent le turc.

### Exceptions
Mais il existe des exceptions :
- la Somalie :
  - Somalien est le gentilé,
  - somali est le glottonyme (mais aussi le nom du groupe ethnique majoritaire) ;
- l'Azerbaïdjan :
  - Azerbaïdjanais est le gentilé,
  - azéri est le glottonyme (mais aussi le nom du groupe ethnique majoritaire).
- la Finlande :
  - Finlandais est le gentilé,
  - finnois est le glottonyme.

### Enjeu politique
Les linguistes considèrent que lorsque l'ensemble des locuteurs natifs d'une langue se comprennent spontanément et intégralement, ils parlent une seule et même langue, quels que soient les noms qu'ils lui donnent ou les systèmes d'écriture qu'ils utilisent. Mais l'attribution d'un nom à une langue peut dans certains cas être un enjeu politique et/ou identitaire. Par exemple :
- l'anglais parlé aux États-Unis est fréquemment dénommé « américain » par les éditeurs d'autres pays, pour distinguer les traductions faites depuis des ouvrages publiés aux États-Unis ;
- l'espagnol est appelé officiellement castillan en Espagne, pour le distinguer des autres langues coofficielles dans certains territoires autonomes, comme le catalan, le basque et le galicien, toutes considérées comme langues espagnoles dans le royaume ;
- la langue majoritaire dans l'ancienne Yougoslavie était le serbo-croate des linguistes, mais aujourd'hui on utilise, pour cette même langue, différents glottonymes :
  - le serbe en Serbie,
  - le monténégrin au Monténégro,
  - le croate en Croatie,
  - le bosnien en Bosnie-Herzégovine, et non pas bosniaque, qui est la variante parlée par le peuple bosniaque, au sens ethnique ;
- le daco-roumain, comme l'appellent les linguistes, est officiellement dénommé roumain en Roumanie (y compris en Moldavie roumaine) et moldave en République de Moldavie ;
- le hindi / l'ourdou, langue unique selon les linguistes, est officiellement dénommé hindi en Inde et ourdou au Pakistan (mais aussi en Inde même par les musulmans, qui, comme le Pakistan, l'écrivent en caractères arabes).

Lorsque la dénomination d'une langue diffère d'un pays à l'autre ou d'une communauté à l'autre, les linguistes utilisent le suffixe « -phones » pour désigner l'ensemble des locuteurs natifs d'une langue se comprenant spontanément et intégralement, comme dans les expressions « francophones », « anglophones », « hispanophones » ou « germanophones ».

## Bonnes pratiques en glottonymie
Même si les langues européennes comportent de nombreux glottonymes déjà établis, elles doivent régulièrement en créer de nouveaux pour nommer les langues moins connues, documentées depuis peu. Dans ce cas, les usages varient souvent pour une même langue: ainsi la langue des Touaregs peut être nommée en français le touareg (d'après un mot arabe), ou le tamasheq (d'après l'endonyme). 
Dans ce cas, les linguistes doivent faire des choix glottonymiques. Les principes déterminant ces choix ont rarement été explicités, une exception étant un article de Martin Haspelmath sur les meilleures pratiques en glottonymie. Selon lui, dans un contexte anglophone, les noms des langues:
- doivent être traités comme des emprunts (avec adaptation si nécessaire) et non des alternances codiques ;
- ne doivent pas être traités différemment, que la langue soit mineure ou majeure ;
- doivent être uniques à chaque langue ;
- ne doivent pas être pas modifiés, sauf si aucun des noms existants n'est acceptable pour une raison quelconque ;
- ne doivent pas être utilisés si de nombreux locuteurs s'y opposent ;
- doivent commencer par une lettre majuscule en anglais (mais avec une minuscule en français) et s'écrire avec des lettres de l'alphabet latin ordinaires, avec éventuellement des diacritiques de langues proches de l'anglais (ã, é, î, ö, ù, etc.), pour pouvoir être prononcés par les anglophones ;
- peuvent contenir des mots permettant de différencier une langue d'une autre (par exemple Southeastern Tepehuan) ;
- l'usage des auteurs éminents a un poids important ;
- la proximité du nom anglais avec l'autonyme n'est pas un critère de choix.